# Brenda Starr, Reporter
Brenda Starr, Reporter ist ein US-amerikanisches Abenteuerserial aus dem Jahr 1945 des Regisseurs Wallace Fox. Es basiert auf der Comicserie Brenda Starr von Dale Messick.

## Handlung
Die Daily-Flash-Zeitungsjournalistin Brenda Starr und ihr Fotograf Chuck Allen sollen über ein Feuer in einem alten Haus berichten. Dort entdecken sie den verwundeten Joe Heller, einen Gangster, der des Diebstahls einer Viertelmillion-Dollar-Gehaltsabrechnung verdächtigt wird. Der sterbende Heller erzählt Brenda, dass jemand seine Tasche mit dem gestohlenen Geld genommen hat, und gibt ihr eine verschlüsselte Nachricht. Kruger, der Gangster, der Heller erschossen hat, entkommt mit der Tasche zum Versteck seiner Bande, entdeckt jedoch, dass sie mit Papier statt mit Geld gefüllt ist. Die Bande weiß, dass Heller Brenda eine verschlüsselte Nachricht gegeben hat, und führt mehrere Anschläge auf sie durch, damit sie verrät, wo Heller das Lohngeld versteckt hat. Aber dank Chuck und Polizeileutnant Larry Farrel entkommt sie ihnen, bis es dem Daily-Flash-Bürojungen Pesky gelingt, die Heller-Nachricht zu entschlüsseln.

## Produktion
Im September 1944 unterzeichnete Katzman einen Vertrag, um den Film zu produzieren.

## Veröffentlichung
Der Film kam am 26. Januar 1945 in die Kinos.

## Kritik
William C. Cline schreibt, dass Woodbury „es geschafft hat, die Geschichte in feinem Stil von einer Episode zur nächsten zu tragen, und sich gerade so stark in Gefahr zu bringen, dass sie jede Woche [Richmonds] Dienste als Retter benötigt … [sie] rettet durch ihre Schönheit und ihren Charme, was sonst Katzmans größtes Fiasko gewesen wäre“.